# Letterkenny Institute of Technology
Das Letterkenny Institute of Technology (kurz: LYIT; irisch Institiúid Teicneolaíochta Leitir Ceanainn) ist ein noch bis zum 1. April 2022 bestehendes technisches Institut in Letterkenny, Irland. Ab diesem Zeitpunkt schließt es sich mit dem Galway-Mayo Institute of Technology und dem Institute of Technology, Sligo zu Irlands vierter jemals gegründetem Technischen Universität, der Atlantic Technological University zusammen. Die LYIT wird von ihren Studenten als außerordentlich gut bewertet, was sich auch in positiven Rankings der Sunday Times im benachbarten England zeigt. Die Hochschule wird zudem in Irland als besonders lehrfreundlich für Menschen mit Lerneinschränkungen gewertet.

## Geschichte
Das LYIT wurde 1971 als Regional Technical College (RTC), Letterkenny gegründet (und wird deshalb gerade von älteren Einwohnern häufig noch als The Regional bezeichnet). Es wurde in den wirtschaftlichen Boomjahren der 1970er Jahre gegründet, als in Irland ein erheblicher Mangel an technischen Fachkräften herrschte. Der erste Hochschulleiter war bis 1974 Danny O’Hare. In den 1990er Jahren gingen die Studentenzahlen erheblich zurück, da diese lieber an einer Universität als an einem RTC studieren wollten. Im Jahr 1997 wurde es folglich in Letterkenny Institute of Technology umbenannt.
Ein Bericht der Higher Education Authority aus dem Dezember 2020 zeigte auf, dass die LYIT die meisten Studenten mit einem verarmten oder benachteiligten Familienhintergrund stammen. Nur 3 % der Familien konnten nennenswertes Vermögen aufweisen. Das durchschnittliche Haushaltseinkommen für Studenten der LYIT war zu diesem Zeitpunkt 35.853 €, ein deutlicher Abstand zum nationalen Durchschnitt von 49.603 € in Irland.
Die meisten Studenten der LYIT mit Stand 2021 sind aus Donegal.

### Zusammenschluss zur ATU
Nach Vorbereitungen im Jahr 2012 wurde 2015 ein formaler Antrag des Letterkenny Institute of Technology, des Galway-Mayo Institute of Technology und des Institute of Technology, Sligo zur Gründung einer gemeinsamen Technischen Universität bei der Higher Education Authority von Irland eingereicht. Die dafür gegründete Vereinigung wurde Connacht-Ulster Alliance (CUA) genannt. Ihr Ziel war es, eine Technische Universität mit Einzugsbereich im Westen und Norden von Irland zu gründen. Die CUA erhielt im Oktober 2020 erstmals 5,5 Mio. € zur Gründung des Nachfolgeinstituts der drei Institute. Die formale Genehmigung wurde im Oktober 2021 mit Startdatum im April 2022 erteilt. Ab diesem Zeitpunkt besteht die LYIT nicht mehr eigenständig.

## Fakultäten
Es gibt drei Fakultäten am LYIT:
- School of Business
  - Department of Business Studies
  - Department of Law & Humanities
  - Department of Design & Creative Media
- School of Engineering
  - Department of Civil Engineering & Construction
  - Department of Electronic & Mechanical Engineering
- School of Science
  - Department of Computing
  - Department of Science